# Sticla lui Klein

O reprezentare bidimensională a sticlei lui Klein (tridimensională)

Structura tridimensională a sticlei lui Klein

În matematică, sticla lui Klein este un exemplu de suprafață topologică neorientabilă în spațiu în  varietatea sa geometrică astfel încât să se poată defini o metodă consistentă de a construi un vector normal. Într-o exprimare neformală, ea este o suprafață cu o singură față. Prin deplasarea pe ea se poate reveni în punctul de plecare „cu capul în jos”. Alte exemple de astfel de suprafețe sunt banda Möbius și  planul proiectiv real. În timp ce banda Möbius este o suprafață cu  frontieră topologică, sticla lui Klein nu are frontieră (prin comparație, o sferă este o suprafață orientabilă fără frontieră).
Sticla lui Klein a fost descrisă pentru prima oară în 1882 de matematicianul german Felix Klein. Inițial s-a numit suprafață Klein (germană Kleinsche Fläche), care ulterior a fost înțeleasă prost, drept Kleinsche Flasche, („sticlă Klein”), care formă a fost adoptată inclusiv în limba germană.

## Construcție
Pătratul următor este un poligon fundamental al sticlei lui Klein. Ideea este de a „lipi” laturile de aceeași culoare astfel încât săgețile respective să fie îndreptate în același sens, procedura fiind ilustrată în figurile de mai jos. De notat că procedeul este abstract, deoarece la încercarea de realizare în spațiul real suprafața se autointersectează.
:
Pentru a construi sticla lui Klein, se alătură (lipesc) laturile cu săgețile roșii (stînga și dreapta), rezultând un cilindru. Pentru a alătura capetele cilindrului astfel încât săgețile de pe cercuri să aibă același sens trebuie trecut un capăt prin partea laterală a cilindrului. Asta generează un cerc de autointersectare — asta este „ imersiunea sticlei lui Klein în spațiul tridimensional.

Obținerea sticlei lui Klein

Imersiunea este utilă pentru a vizualiza e serie de proprietăți ale sticlei lui Klein. De exemplu, sticla lui Klein nu are frontieră, unde suprafața s-ar termina, și este neorientabilă, cum rezultă din imersiunea unică.

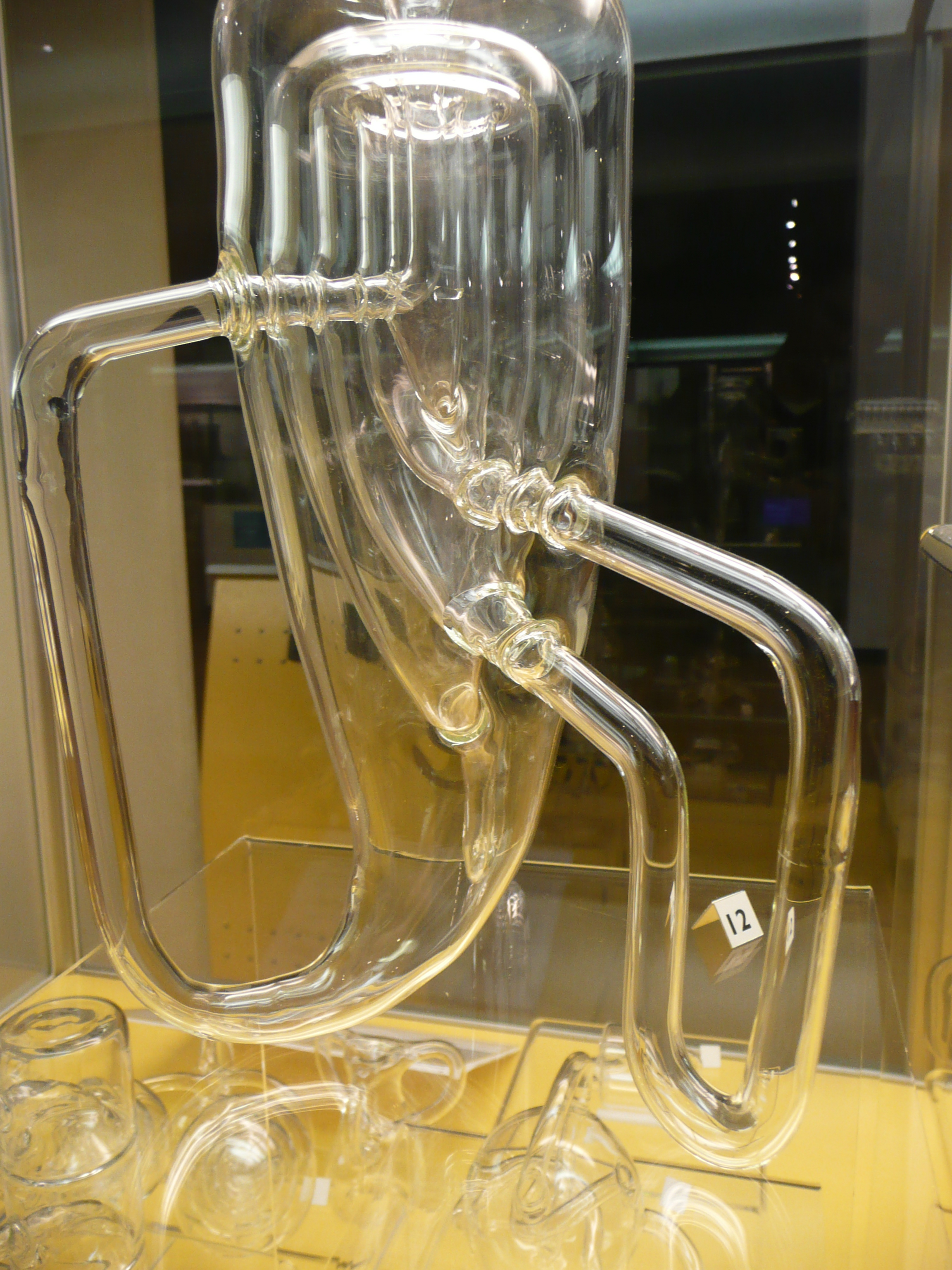
Sticle Klein imersate la Muzeul de Științe din Londra

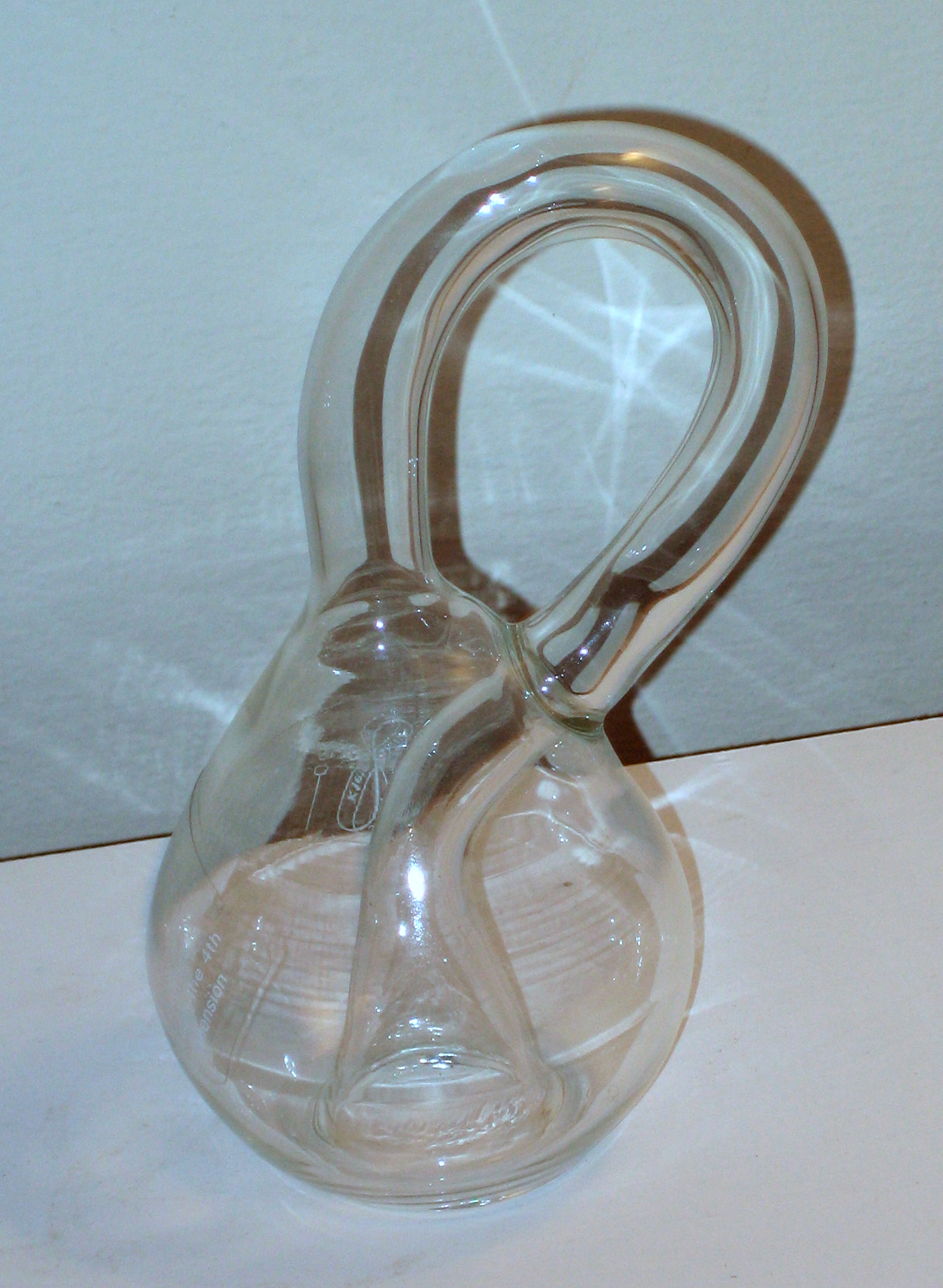
O sticlă Klein

Un model fizic se realizează asemănător. Muzeul de Științe din Londra prezintă o serie de sticle Klein în diverse variante topologice. Sticlele au fost realizate în 1995 pentru muzeu de Alan Bennett.
În mod abstract, sticla lui Klein nu se autointersectează. Se poate vizualiza sticla lui Klein într-un spațiu cvadridimensional. Adăugând spațiului tridimensional a patra dimensiune autointersectarea poate fi eliminată. Pentru asta partea sticlei cu intersecția se trage de-a lungul celei de-a patra dimensiuni, în afara spațiului tridimensional. O analogie intuitivă este îndreptarea unei curbe care se autointersectează în spațiul bidimensional prin ridicarea ei în spațiul tridimensional.

Evoluție în timp a unei figuri Klein în spațiul xyzt

Pentru claritate, să admitem ca apatra dimensiune timpul. Evoluția „sticlei” în spațiul xyzt este prezentată alăturat.  La t = 0 suprafața începe să fie generată dintr-un punct din apropierea „intersecției”. După ce figura s-a dezvoltat, părțile inițiale ale figurii încep să dispară, ca pisica din Cheshire, din care persista doar „zâmbetul” (amintirea). În timpul dezvoltării, capul figurii se îndreaptă spre punctul de start, dar acolo nu mai este nimic cu care să se intersecteze, iar evoluția se încheie fără să străpungă vreo structură existentă. Figura cvadrimensională nu poate exista în spațiul tridimensional, dar este ușor de înțeles în cel cvadrimensional.
Matematic, sticla lui Klein este descrisă în spațiul cât drept un pătrat [0,1] × [0,1] la care laturile sunt definite de relațiile (0, y) ~ (1, y) pentru 0 ≤ y ≤ 1 și (x, 0) ~ (1 − x, 1) pentru 0 ≤ x ≤ 1.

## Proprietăți
Ca și banda Möbius, sticla lui Klein este o suprafață bidimensională neorientabilă. spre deosebire de banda Möbius, sticla lui Klein este o suprafață închisă, adică o suprafață  compactă, fără frontieră. În timp de banda Möbius poate fi cuprinsă în spațiul tridimensional euclidian R3, sticla lui Klein nu poate fi. Ea poate fi cuprinsă în R4.
Sticla lui Klein poate fi văzută ca o fibrată a cercului S1, cu fibra S1 după cum urmează: una consideră pătratul de mai sus (modulo latura cu relația de echivalență) ca fiind E, spațiul total, în timp de spațiul de bază B este intervalul unitate în y, modulo 1~0. Proiecția π:E→B este dată de π([x, y]) = [y].
Sticla lui Klein poate fi construită (în sens matematic, deoarece nu se admite autointersectarea suprafeței) prin alăturarea frontierelor a două benzi Möbius, cum a fost descrisă într-un limerick de Leo Moser:
A mathematician named Klein
Thought the Möbius band was divine.
Said he: "If you glue
The edges of two,
You'll get a weird bottle like mine."
Construcția inițială a sticlei lui Klein prin identificarea laturilor opuse a pătratului arată că sticla lui Klein este un CW complex cu o 0-celulă P, două 1-celule C1, C2 și o 2-celulă D.  Caracteristica sa Euler este deci 1-2+1 = 0. Homomorfismul frontierei este dat de ∂D = 2C1 și ∂C1=∂C1=0, prin urmare grupul homologic al sticlei lui Klein K va fi H0(K,Z)=Z, H1(K,Z)=Z×(Z/2Z) și Hn(K,Z) = 0 pentru n>1.
Șase culori sunt suficiente pentru a colora orice hartă pe suprafața sticlei lui Klein; singura excepție a  conjecturii Heawood, o generalizare a  teoremei celor patru culori, care afirmă că ar trebui șapte.
În spațiul euclidian sticla lui Klein are o singură față. Există alte spații topologice tridimensionale în care suprafața sticlei lui Klein este cu două fețe, dar tot neorientabilă este.

## Disecție

Tăierea sticlei lui Klein produce benzi Möbius

Tăierea sticlei lui Klein în două după planul său de simetrie produce două benzi Möbius în oglindă, una răsucită cu 180° la dreapta iar cealaltă la stânga (în imagine este prezentată cea răsucită la dreapta). Intersecția reprezentată în figură nu este reală.

## Parametrizare

Imersia de tip „figură-8” a sticlei lui Klein

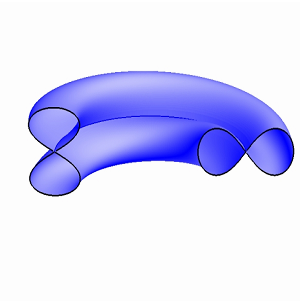
Secțiune transversală prin covrigul Klein indicând „curba 8” (Lemniscata lui Gerono).

### Imersia de tip imagine 8
Pentru a construi „imaginea 8” sau „covrigul” sticlei lui Klein, se pornește de la o bandă Möbius, a cărei frontieră se aduce (curbează) spre linia mijlocie. Deoarece frontiera este unică ea se va suprapune singură, trecând prin această linie. Ea are o parametrizare simplă de tip "figură-8", un tor răsucit pe jumătate:
{\displaystyle {\begin{aligned}x&=\left(r+\cos {\frac {\theta }{2}}\sin v-\sin {\frac {\theta }{2}}\sin 2v\right)\cos \theta \\y&=\left(r+\cos {\frac {\theta }{2}}\sin v-\sin {\frac {\theta }{2}}\sin 2v\right)\sin \theta \\z&=\sin {\frac {\theta }{2}}\sin v+\cos {\frac {\theta }{2}}\sin 2v\end{aligned}}}
pentru 0 ≤ θ < 2π, 0 ≤ v < 2π și r > 2.
În această imersiune, cercul care se autointersectează (unde sin(v) este zero) este un cerc în planul xy. Constanta pozitivă r este raza cercului. Parametrul θ dă unghiul de rotație a figurii-8 în planul xy, iar v specifică poziția de-a lungul secțiunii de tip figură-8. Cu parametrizarea de mai sus secțiunea transversală este o curbă Lissajous de tip 2:1.

### Neintersecția în 4-D
O parametrizare fără intersecție în 4-D poate fi modelată pe baza unui  tor plat:
{\displaystyle \ {\begin{aligned}x&=R\left(\cos {\frac {\theta }{2}}\cos v-\sin {\frac {\theta }{2}}\sin 2v\right)\\y&=R\left(\sin {\frac {\theta }{2}}\cos v+\cos {\frac {\theta }{2}}\sin 2v\right)\\z&=P\cos \theta \left(1+{\epsilon }\sin v\right)\\w&=P\sin \theta \left(1+{\epsilon }\sin v\right)\end{aligned}}}
unde R și P sunt constante care determină forma, iar θ și v sunt similare cu cele de mai sus. v determină poziția de-a lungul figurii-8, respectiv poziția în planul x-y. θ determină unghiul de rotire a figurii-8, respectiv poziția în planul z-w. ε is o constantă mică, iar ε sinv este o mică discontinuitate în spațiul z-w depinzând de v, care evită autointersectarea. Discontinuitatea v mută intersecția figurii-8 din spațiul 2-D într-o formă de „șa” în spațiile 3-D x-y-w și x-y-z. Când ε=0 autointersecția este un cerc în planul z-w <0, 0, cosθ, sinθ>.

### Tor plat în 3-D / Tub Möbius în 4-D

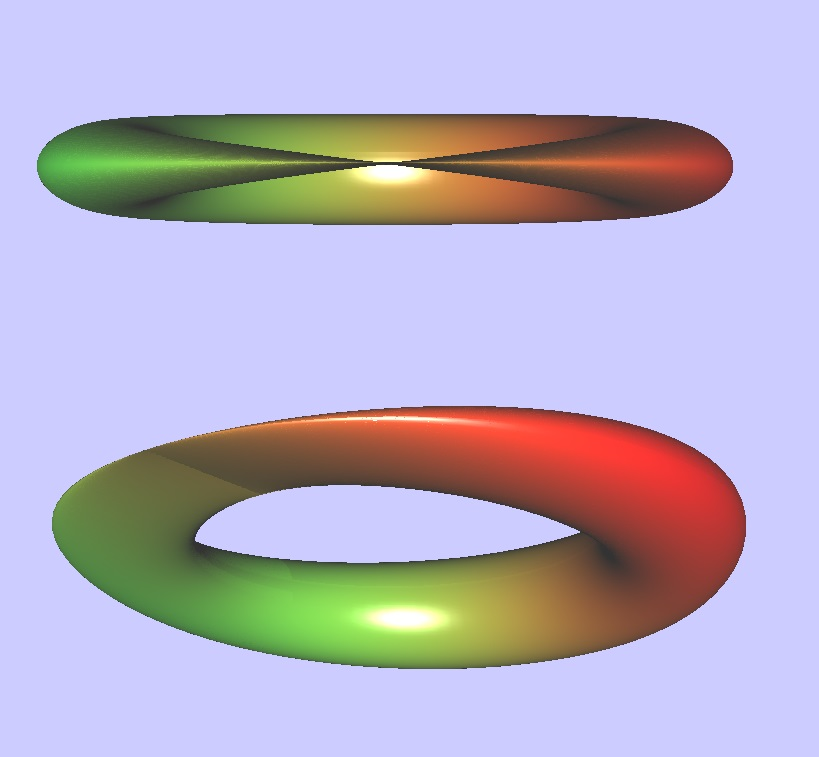
Tor plat, imersiune a sticlei lui Klein

Torul plat este poate parametrizarea cea mai simplă a unei sticle Klein, atât în 3-D, cât și în 4-D. În 3-D el este un tor care se aplatizează și trece prin el însuși. Din păcate, în 3-D parametrizarea are două puncte sigulare, ceea ce o face inadecvată pentru unele aplicații. În 4-D, amplitudinea în z se deplasează în w, astfel că nu există intersecție în punctele singulare.
{\displaystyle x(\theta ,\varphi )=(R+r\cos \theta )\cos {\varphi }}
{\displaystyle y(\theta ,\varphi )=(R+r\cos \theta )\sin {\varphi }}
{\displaystyle z(\theta ,\varphi )=r\sin \theta \cos({\varphi /2})}
{\displaystyle w(\theta ,\varphi )=r\sin \theta \sin({\varphi /2})}
Intuitiv, el este un cilindru încolăcit sub formă de tor, dar la care secțiunea sa circulară se inversează în spațiul 4-D, în zona de contact conectându-se „cu spatele”, exact cum la banda Möbius capetele se răsucesc înainte de a se conecta. Proiecția ortogonală în 3D este torul plat din figură.

### Forma sticlei
Parametrizarea imersiunii 3-D a sticlei propriu-zise este mult mai complicată.

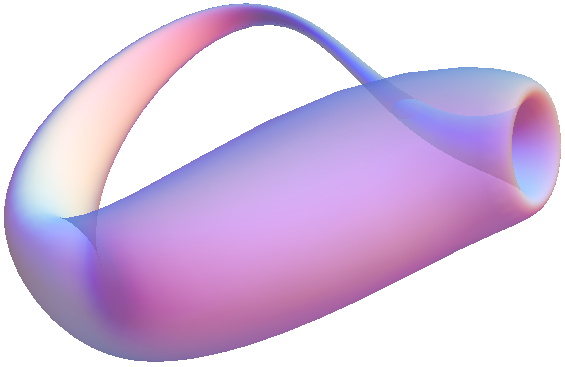
Sticlă Klein semitransparentă

{\displaystyle {\begin{aligned}x(u,v)&=-{\frac {2}{15}}\cos u(3\cos {v}-30\sin {u}+90\cos ^{4}{u}\sin {u}\\&\quad -60\cos ^{6}{u}\sin {u}+5\cos {u}\cos {v}\sin {u})\\y(u,v)&=-{\frac {1}{15}}\sin u(3\cos {v}-3\cos ^{2}{u}\cos {v}-48\cos ^{4}{u}\cos {v}+48\cos ^{6}{u}\\&\quad \cos {v}-60\sin {u}+5\cos {u}\cos {v}\sin {u}-5\cos ^{3}{u}\cos {v}\sin {u}-80\\&\quad \cos ^{5}{u}\cos {v}\sin {u}+80\cos ^{7}{u}\cos {v}\sin {u})\\z(u,v)&={\frac {2}{15}}(3+5\cos {u}\sin {u})\sin {v}\end{aligned}}}
pentru 0 ≤ u < π și 0 ≤ v < 2π.

## Popularitate culturală
- Sticla lui Klein constituie subiectul unui capitol (XII) din lucrarea La potière jalouse (Olăreasa geloasă) a lui Claude Lévi-Strauss, care se referă la interpretările psihanalitice și câmpul semantic al orificiilor corporale.[5]
- Una dintre devizele din serialul de animație francez Les Shadoks („dacă nu există soluție e pentru că nu există problemă”) conține o sticlă a lui Klein în ilustrație, ca simbol al unei probleme insolubile.
- În serialul de animație american Futurama, o marcă de bere, „klein’s beer”, este vândută în sticle ale lui Klein.
- În jocul video NetHack, încercarea de a vărsa o băutură în ea însăși generează mesajul următor: That is a potion bottle, not a Klein bottle! (Aceasta este o sticlă de băutură, nu o sticlă a lui Klein!)
- În jocul de masă Magic the gathering una dintre cărțile de joc se numește „Elkin Bottle”[6], în semn de omagiu pentru Richard Garfield, inventatorul jocului, matematician. Autorii au avut grijă să transforme numele, „Elkin” fiind o anagramă a lui „Klein”; toate celelalte cărți de la începutul jocului care reprezintă și ele omagii ascunse sau aluzii fine au, de asemenea, un nume deformat.
- La Muzeul Quai Branly din Paris, imaginea sticlei lui Klein era prezentată într-un panou pentru a explica viziunea asupra sexualiății din civilizațiile așa-zis primitive. Omul perfect e perceput ca un individ ale cărui organe reproducătoare se confundă cu interiorul gurii, astfel încât acest om nu are nici interior, nici exterior. Pentru a sprijini discursul, vizitatorul putea observa prezența unei sticle a lui Klein printre statuetele primitive. Acest panou nu mai este expus acum în muzeu.